# Чуб (морфологія птахів)

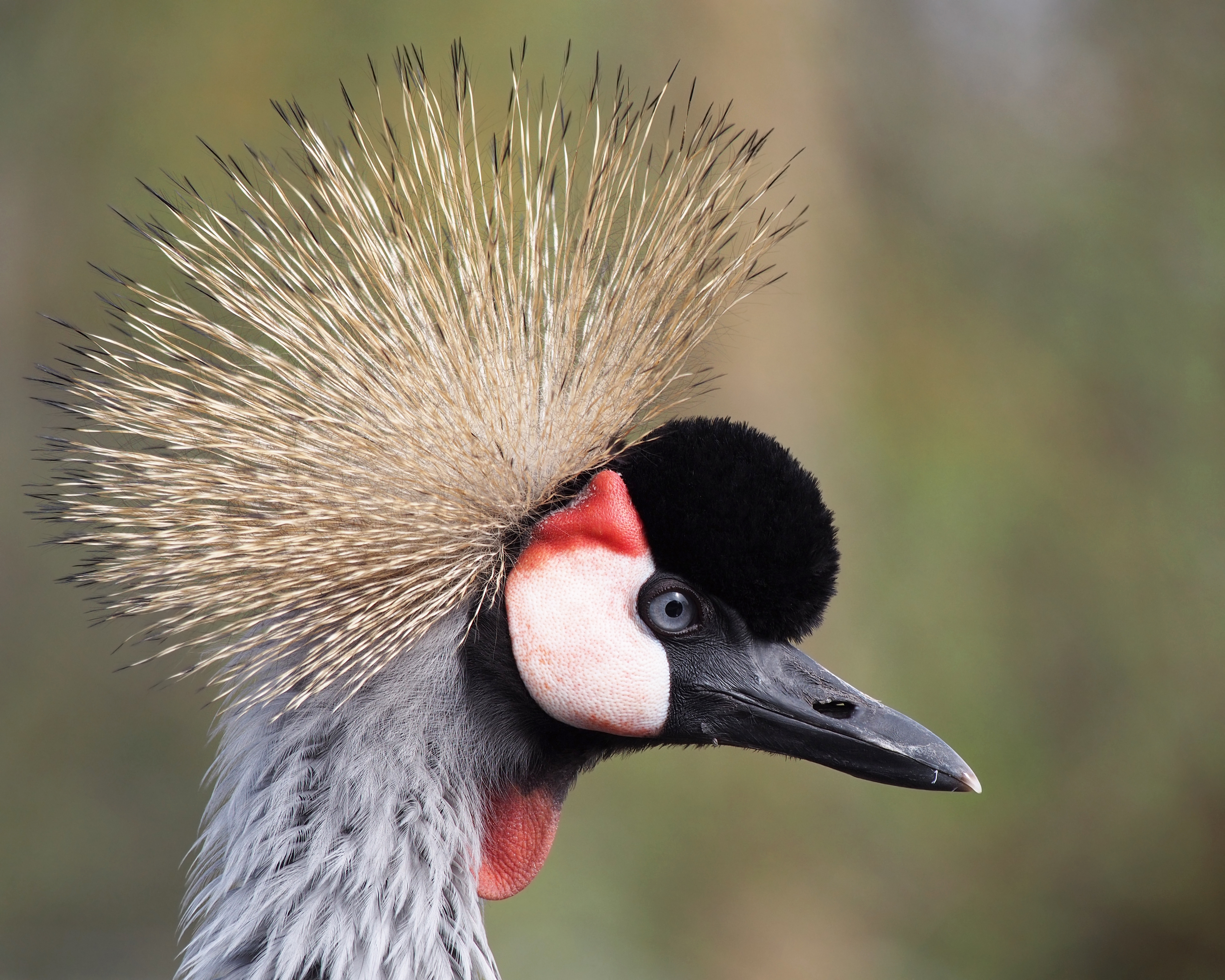
Чуб східного вінценосного журавля

Чуб у птахів — характерне для деяких птахів постійно або у шлюбний період виступаюче пір'я у формі корони, "вушок" чи вихора. У деяких птахів пера чуба складаються з половинчастих пір'їн: їх стрижні мають борідки тільки з одного боку. Пера чуба розташовані на тім'ї, вдовж голови, шиї, і здатні до настовбурчення і вібрацій за рахунок підшкірних м'язів. Часто ці пера відрізняються кольором, утворюючи яскраво забарвлені чубчики, які птахи можуть за бажанням підіймати та опускати, іноді дуже швидко. 
Виражені у деяких качиних, таких як крех, чернь чубата, мартинових (крячок рябодзьобий) а також омелюхів, папуг (какаду-інка), чапель (чапля велика блакитна, чепура мала), бакланів (чубатий баклан), вінценосних журавлів та інших. Обриси і форма чуба допомагають у визначенні видової приналежності птахів.

## Опис
Найбільш відомими «чубатими» птахами, ймовірно, є какаду і їх менші родичі корела, що належать до родини Cacatuidae, представники якої трапляються в Австралії, архіпелазі Бісмарка і Філіппінах. Ці птахи можуть за бажанням рухати своїм чубом вгору або вниз. Цю властивість вони використовують для спілкування з родичами, а також для залякування ворогів: раптове підняття чуба справляє значний ефект і збільшує візуально розміри птаха. Залежно від виду чуби бувають «лежачими» або «завернутими». Перші складаються з прямих пір'їн, вони лежать у напрямку зверху вниз і малопомітні в звичайному положенні, піднімаючись тільки рухом м'язів (такий чуб має великий білочубий какаду). Другі впадають в око навіть у спокійному стані птаха, бо мають загнуту форму, кінець пір'їни закручується в напрямку кореня, часто вперед. Закручені чуби часто яскраво забарвлені. Таку форму чуба мають какаду-інка і великий жовточубий какаду. Деякі птахи, такі як рожеві какаду сполучують у своїх чубах і прямі і закручені пір'їни.

Види чубів
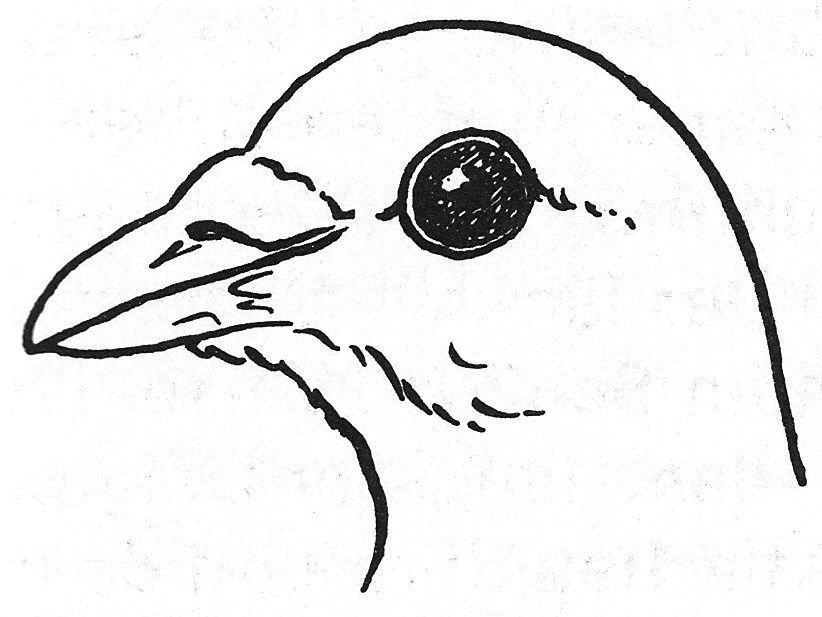
Птах без чуба
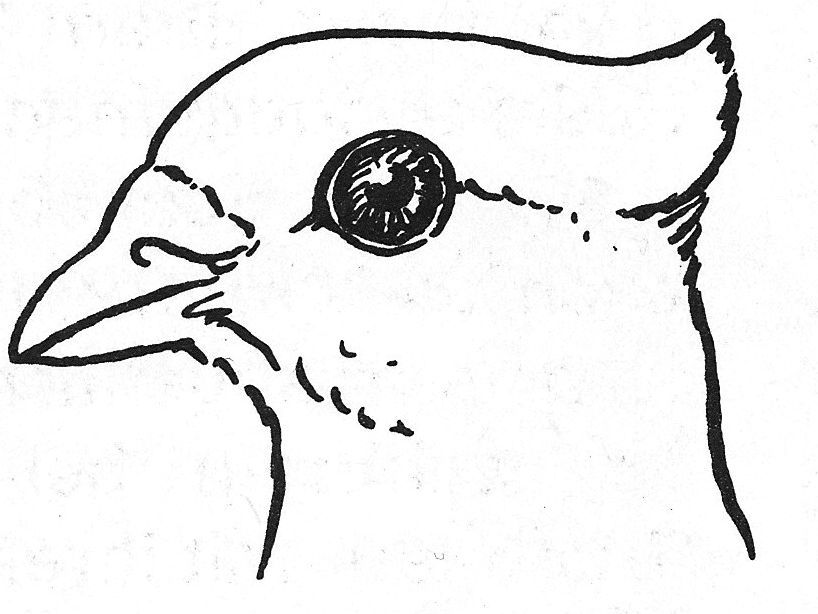
Лежачий чуб
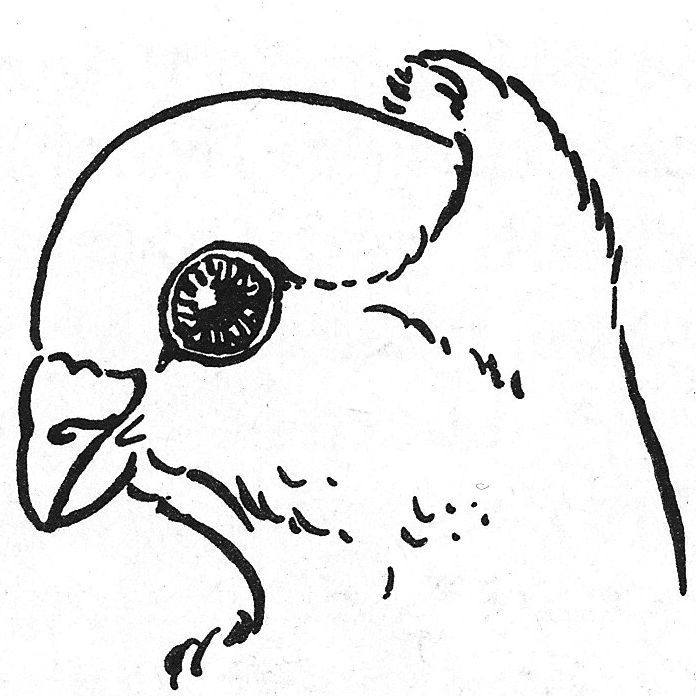
Закручений чуб

Чуби з пір'я мають і деякі одомашнені види птахів. Вони можуть мати двояке походження: внаслідок цілеспрямованої селекції або випадкових мутацій. Їх форма відрізняється різноманітністю у різних видів, генетичні механізми виникнення поки залишається не зовсім ясними. Чубове пір'я є об'єктом вивчення у дослідженням морфології і споріднених біологічних дисциплін, зокрема, в свійських видів.

## Галерея

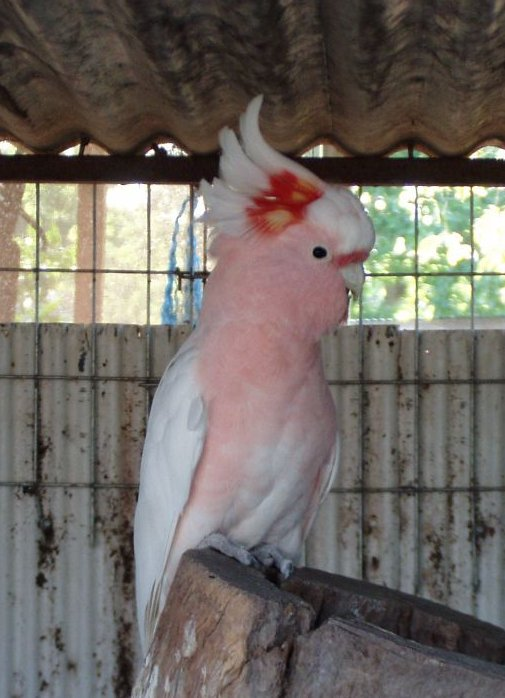
Какаду-інка
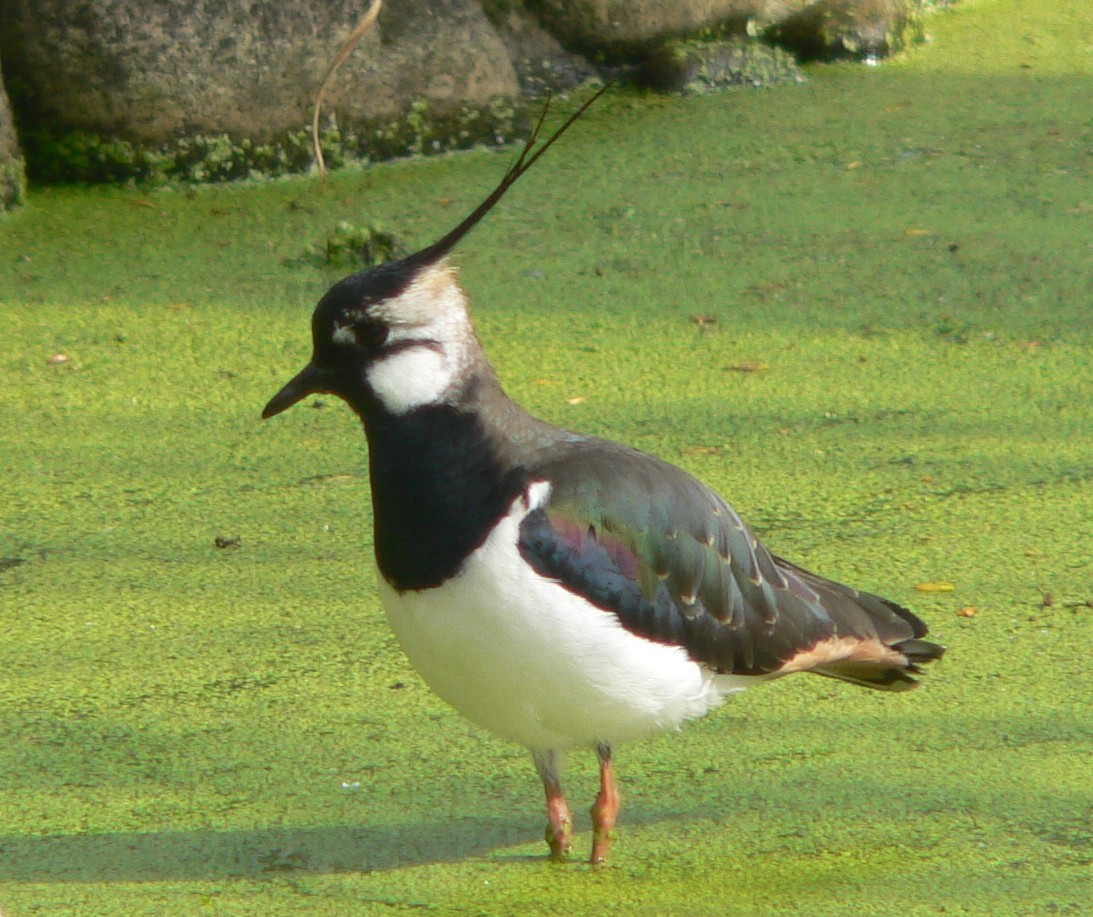
Чайка
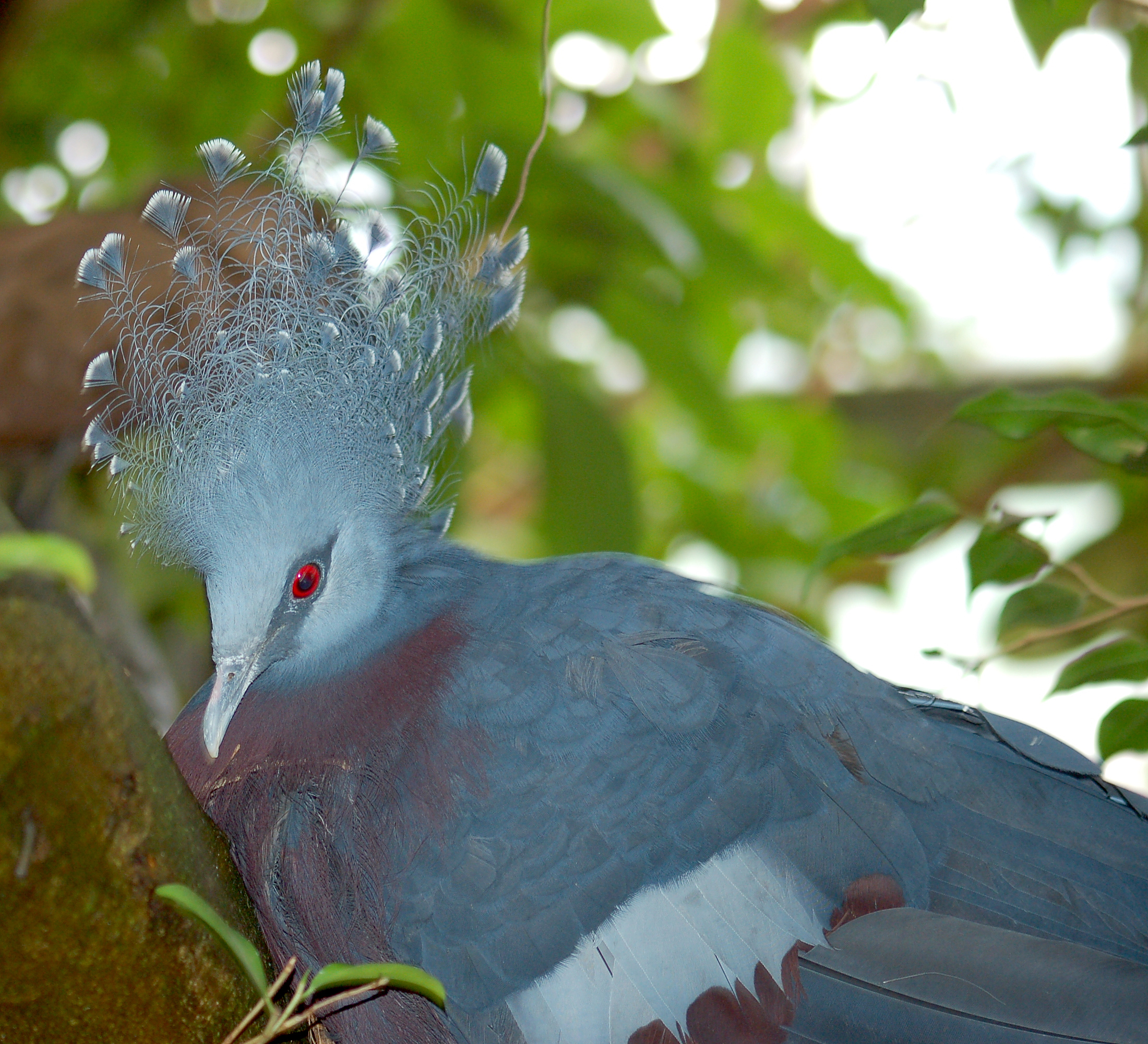
Коронач північний
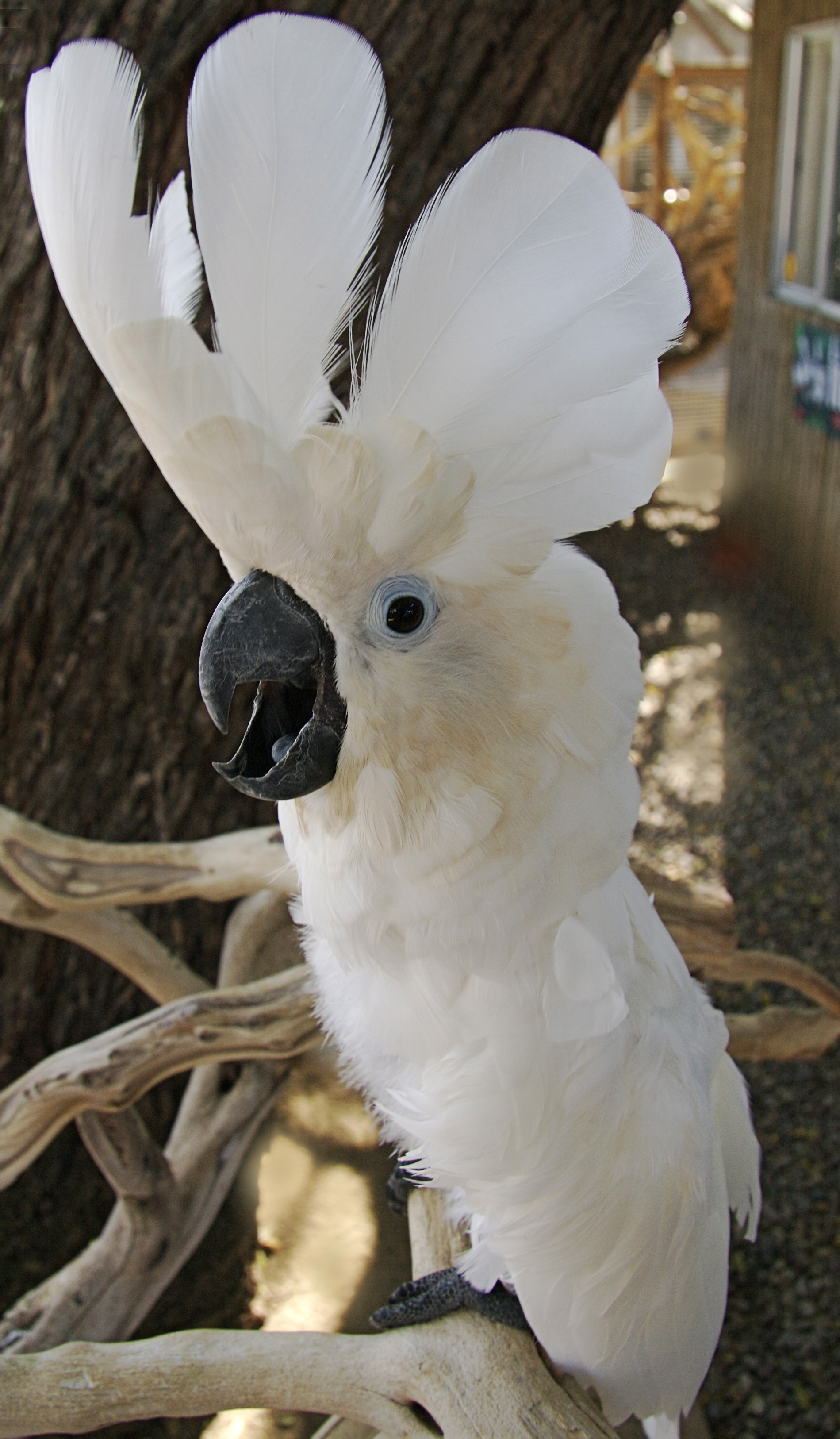
Великий білочубий какаду
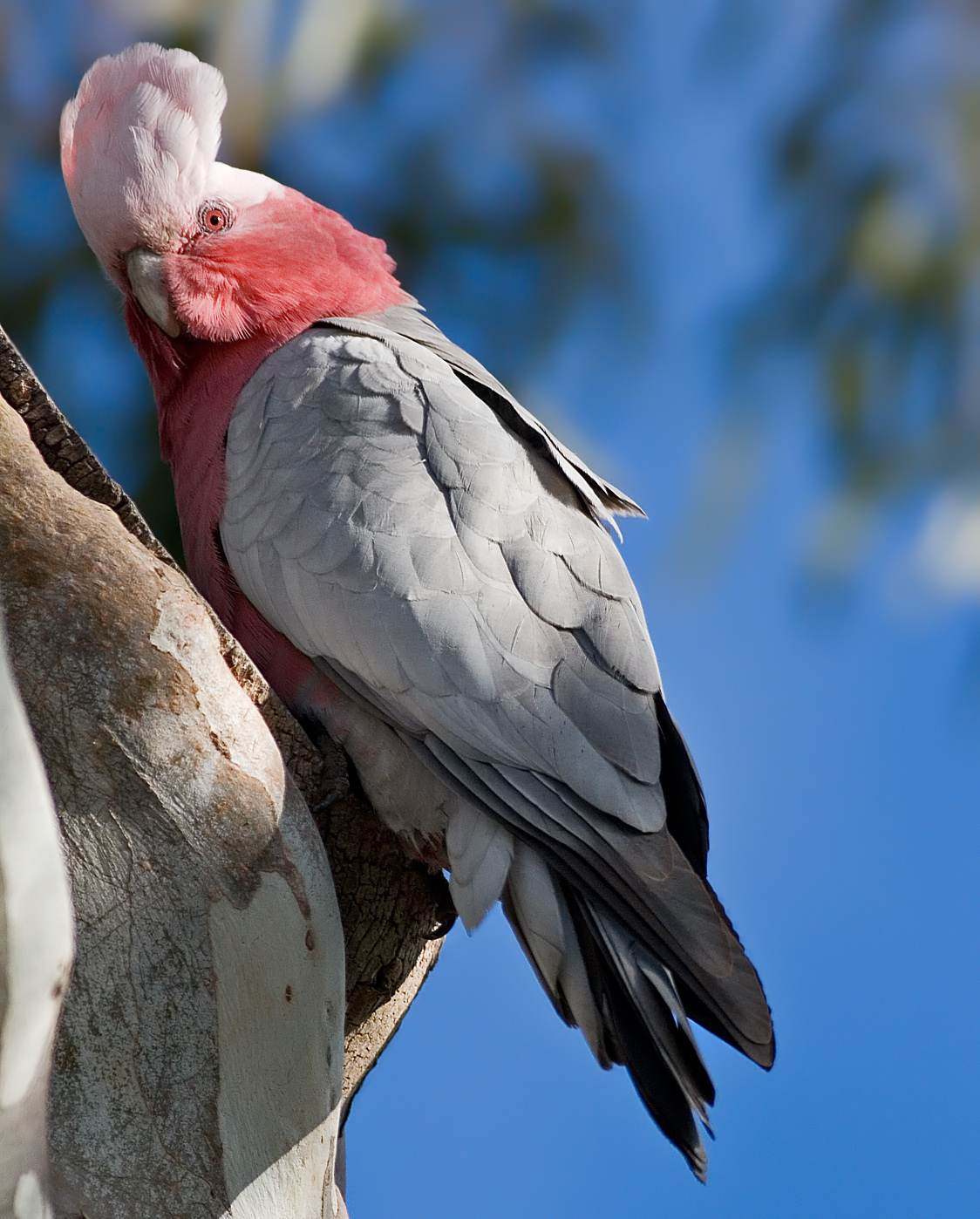
Самиця рожевого какаду
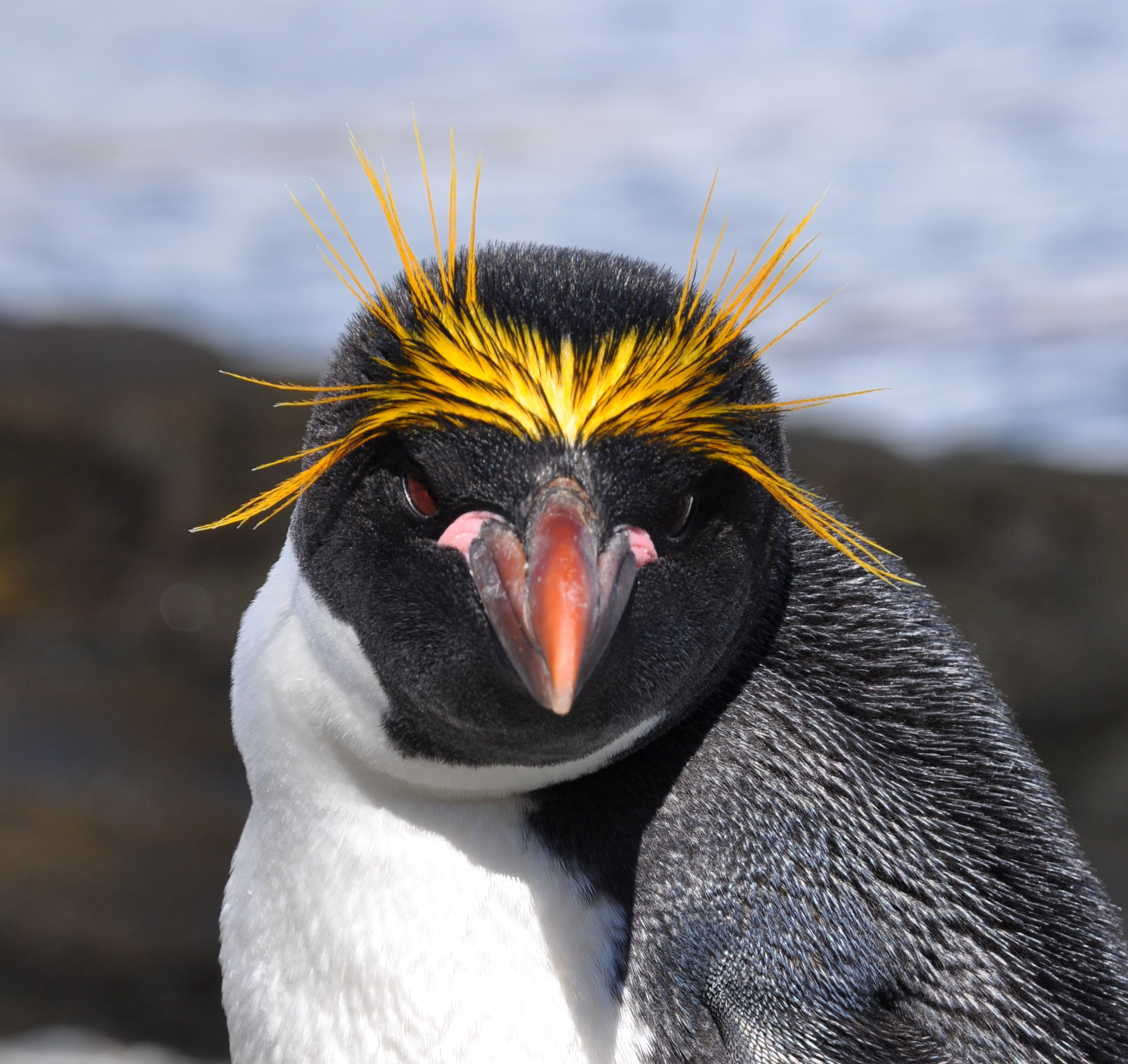
Золотоволосий пінгвін
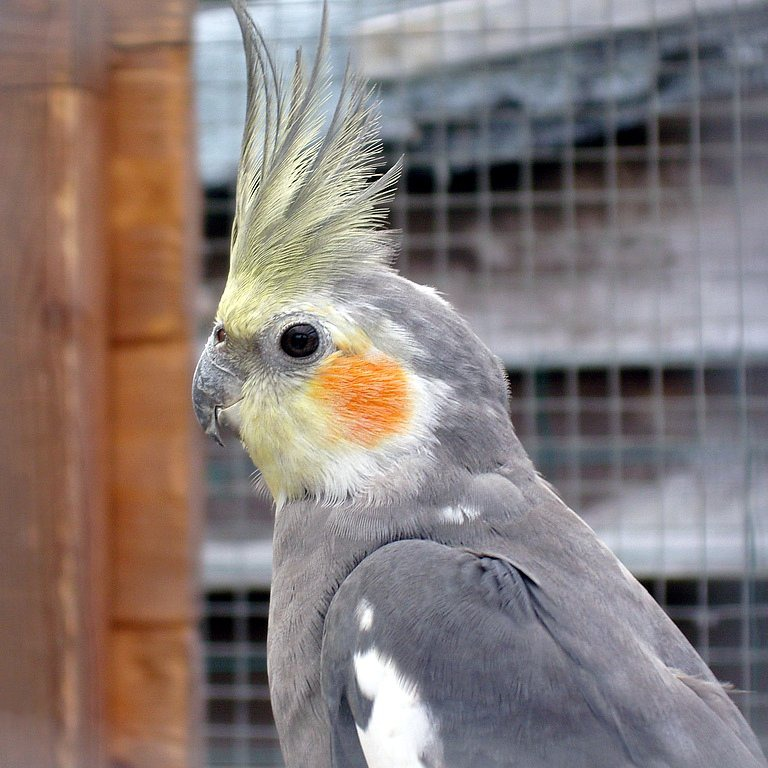
Корела
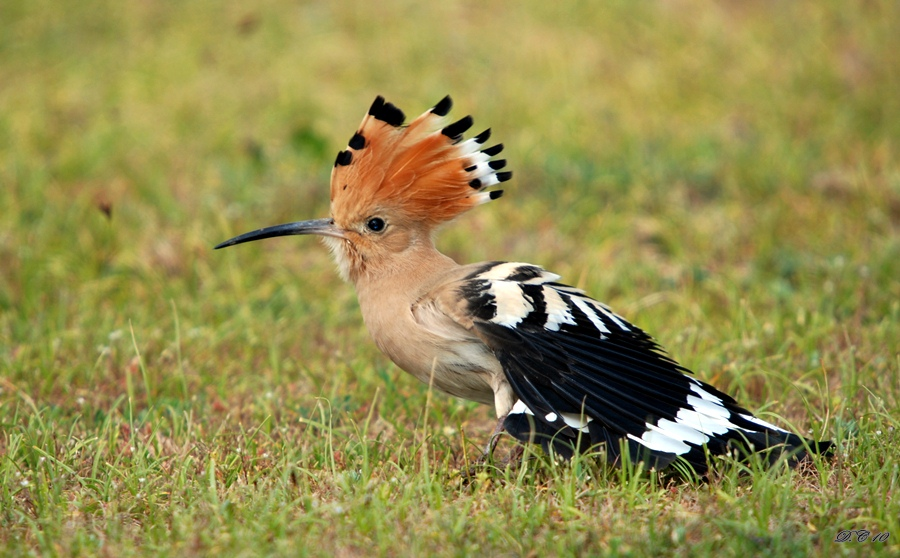
Одуд
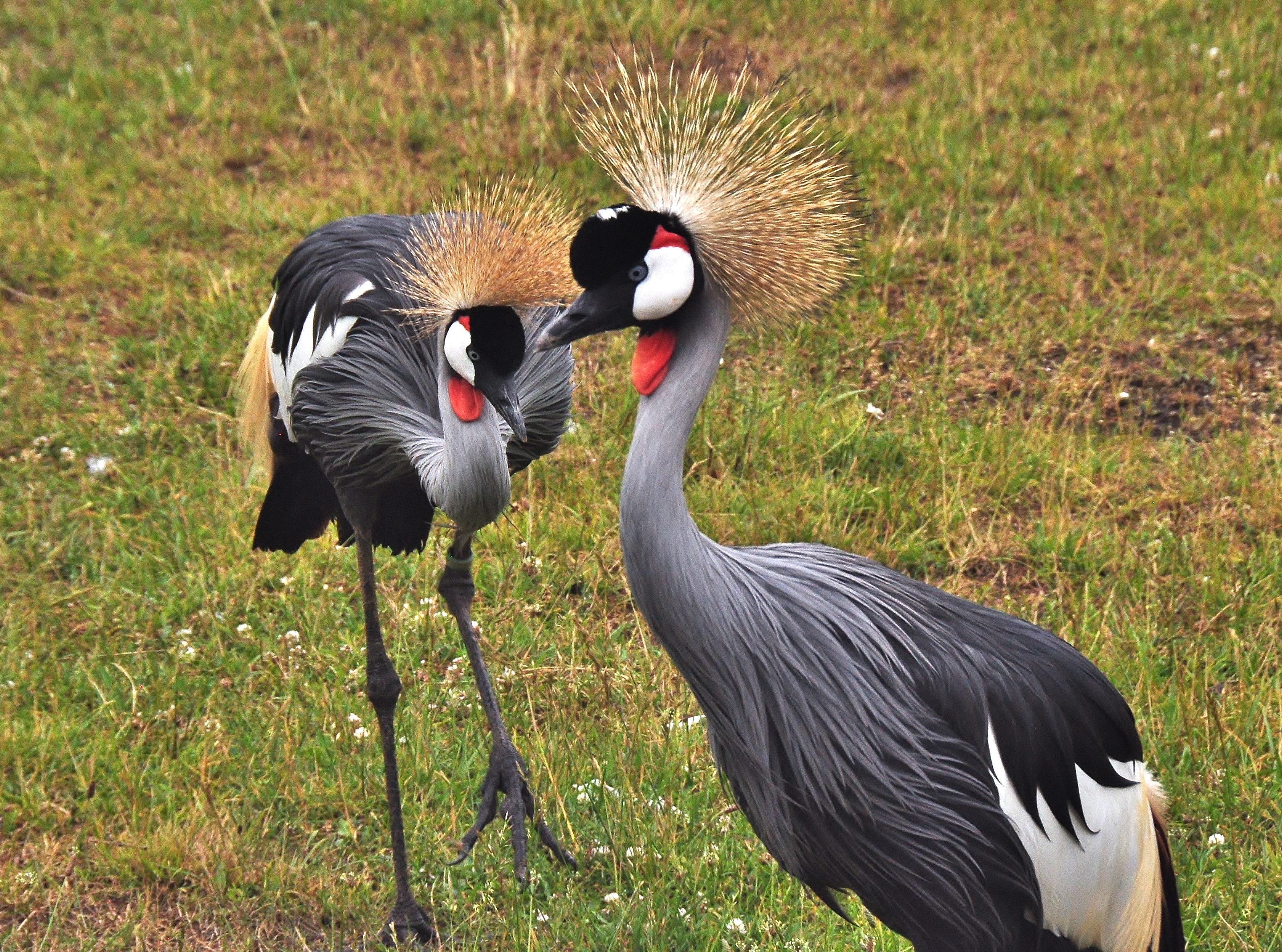
Журавель вінценосний східний у Парку «Левине сафарі» в Канаді
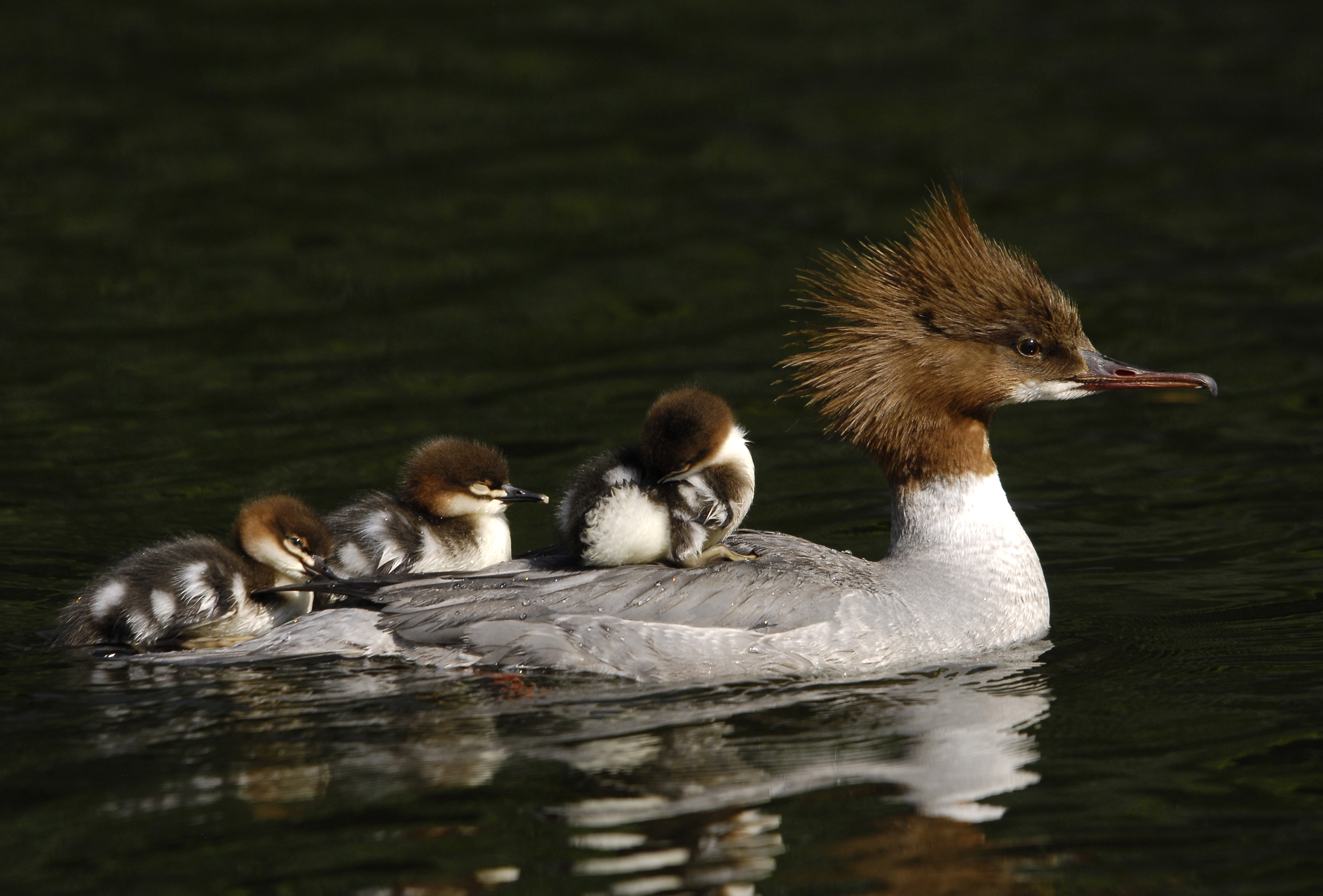
Крех великий з каченятами
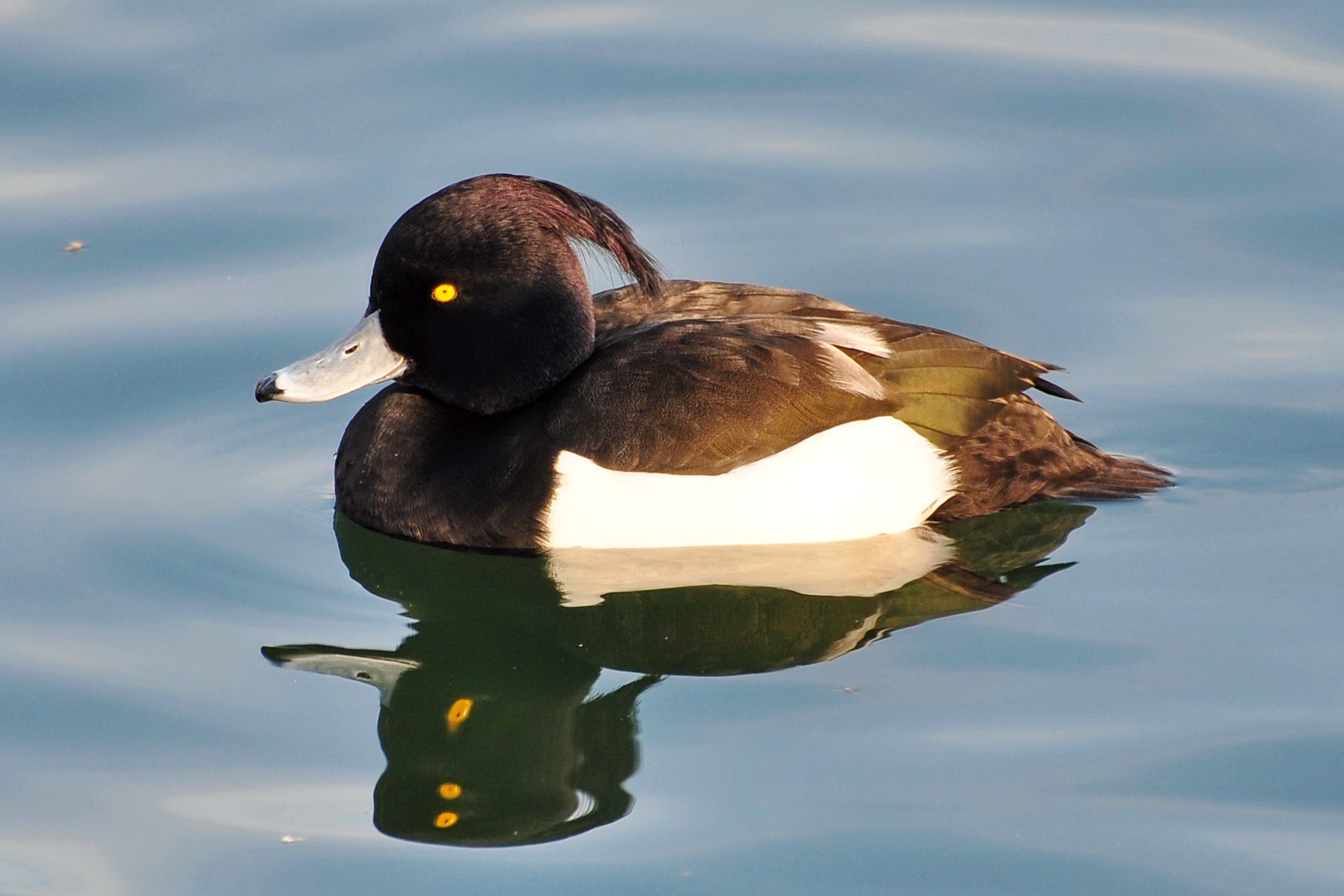
Чернь чубата
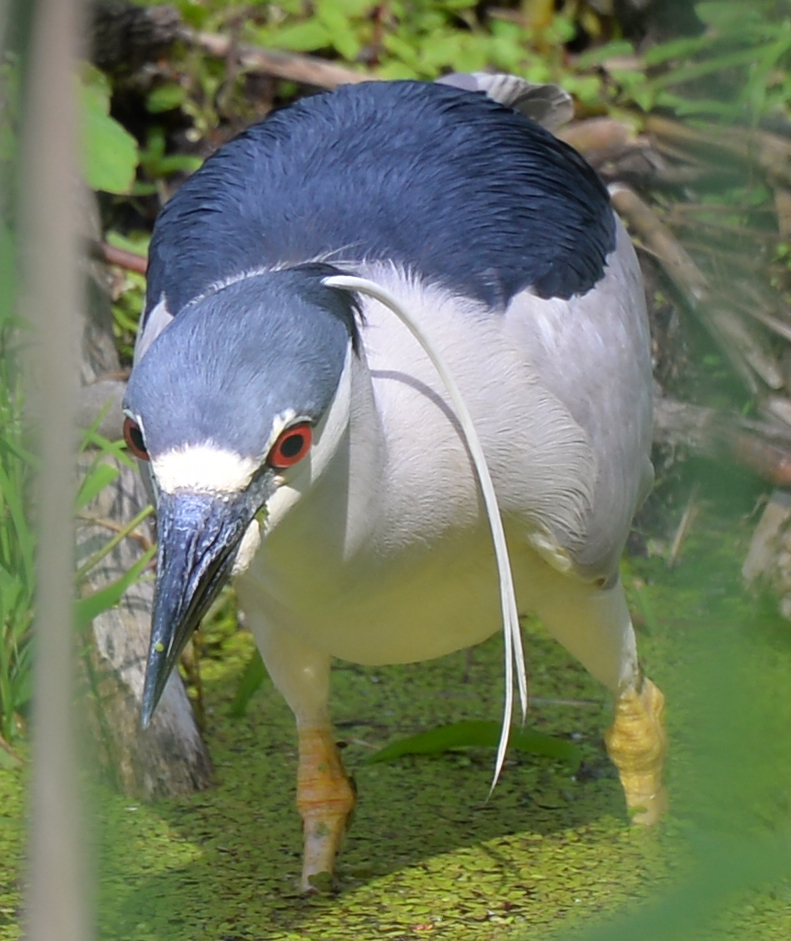
Голову дорослого квака звичайного прикрашають порожнисті трубчасті пера
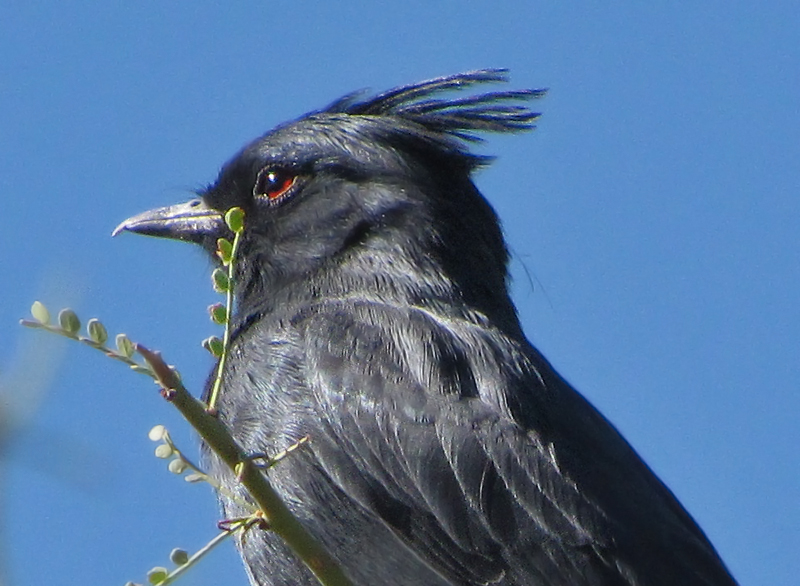
Єдвабний омелюх (Phainopepla nitens)
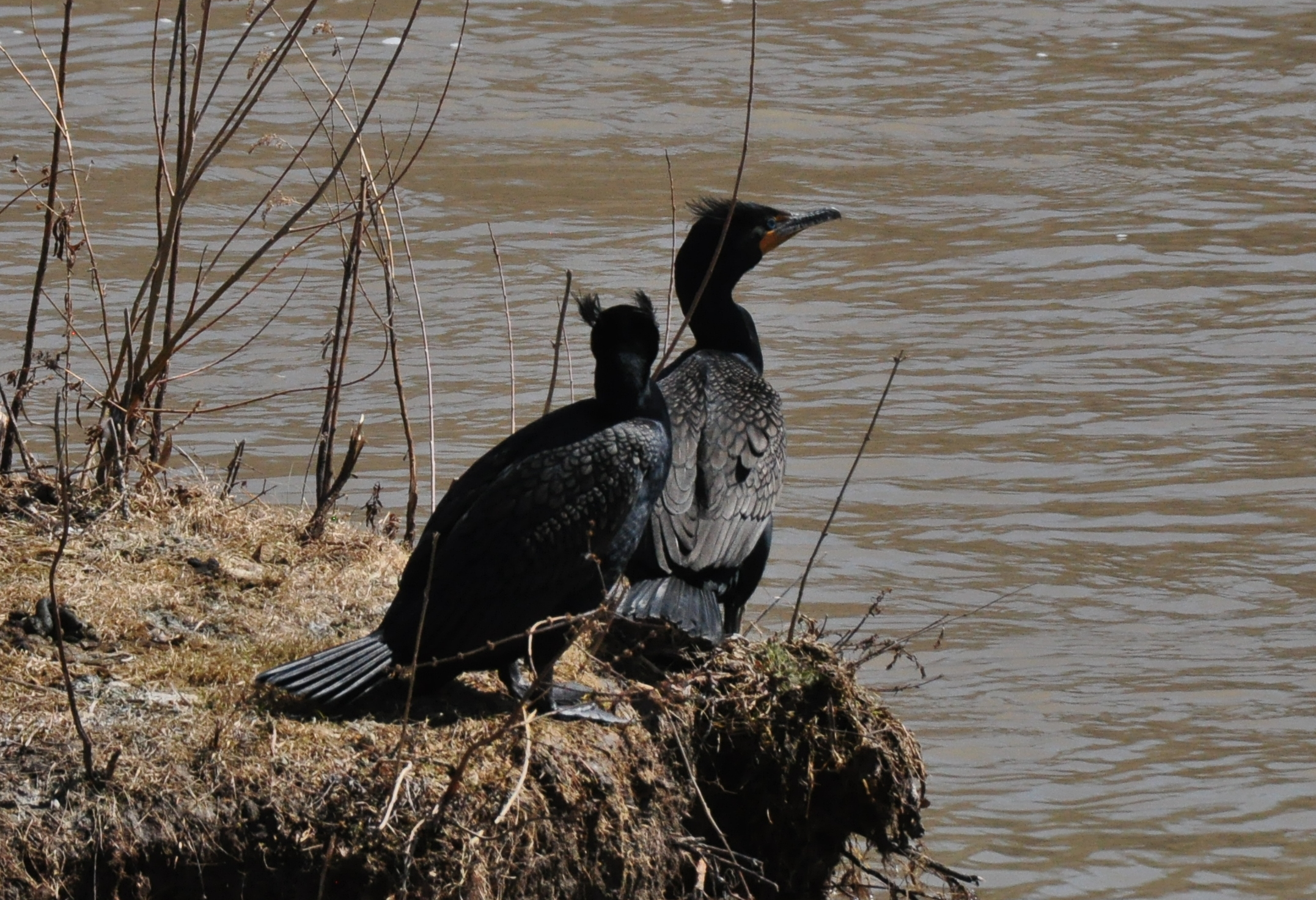
Двоє вухатих бакланів на річці Гамбер у Торонто, Канада
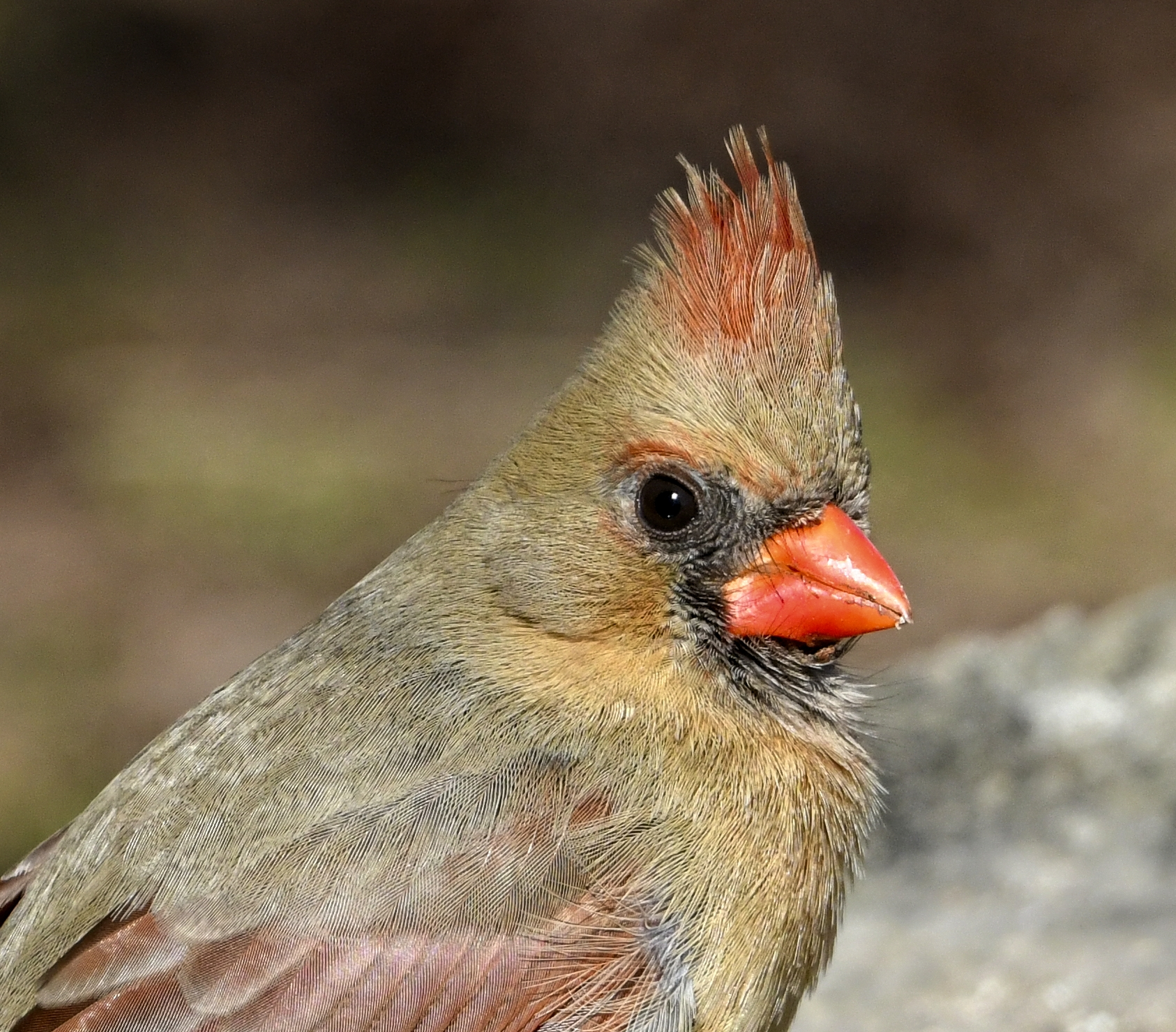
Самка північного кардинала
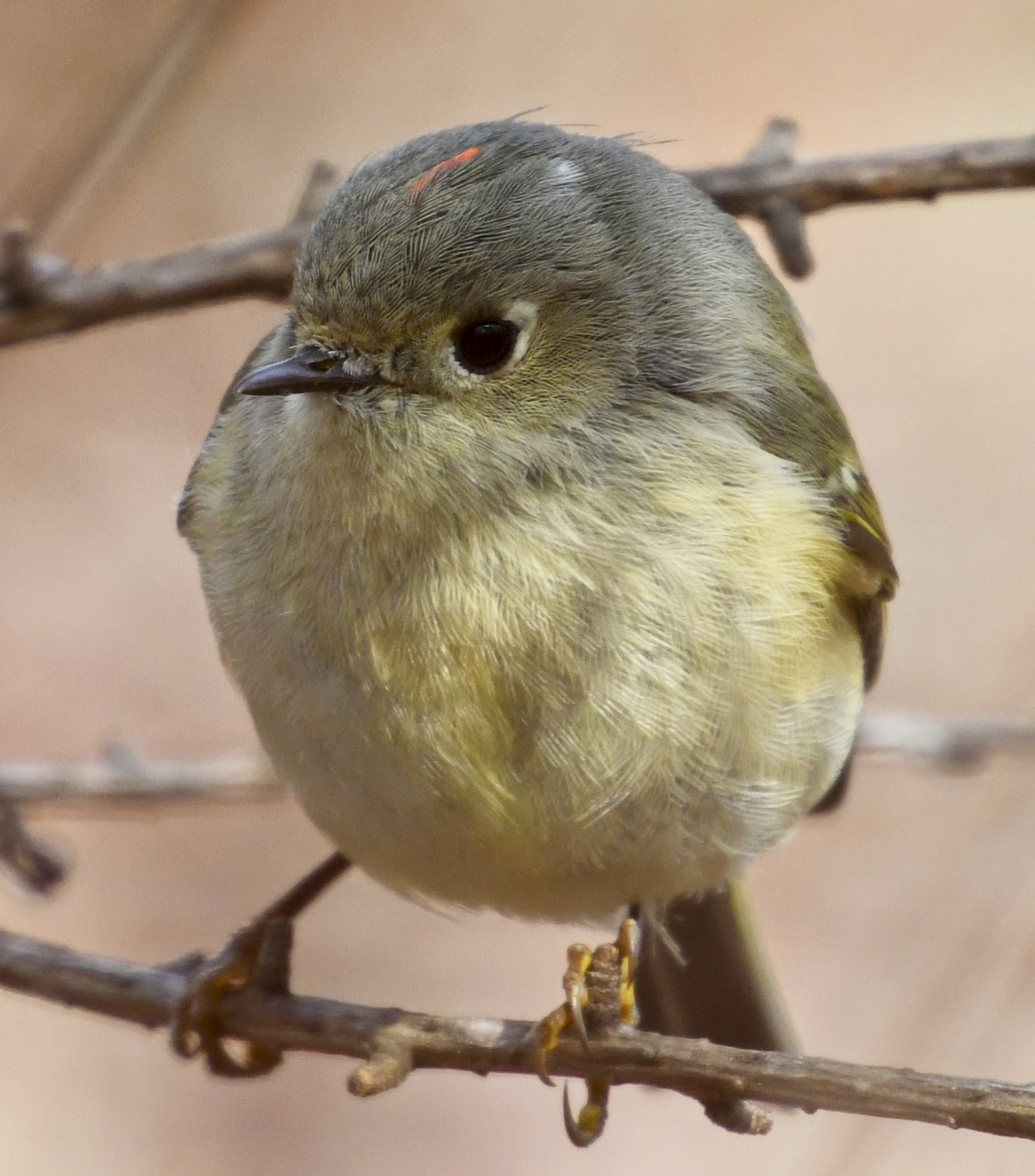
Самець золотомушки рубіновочубої (Regulus calendula) з пригладженим чубчиком
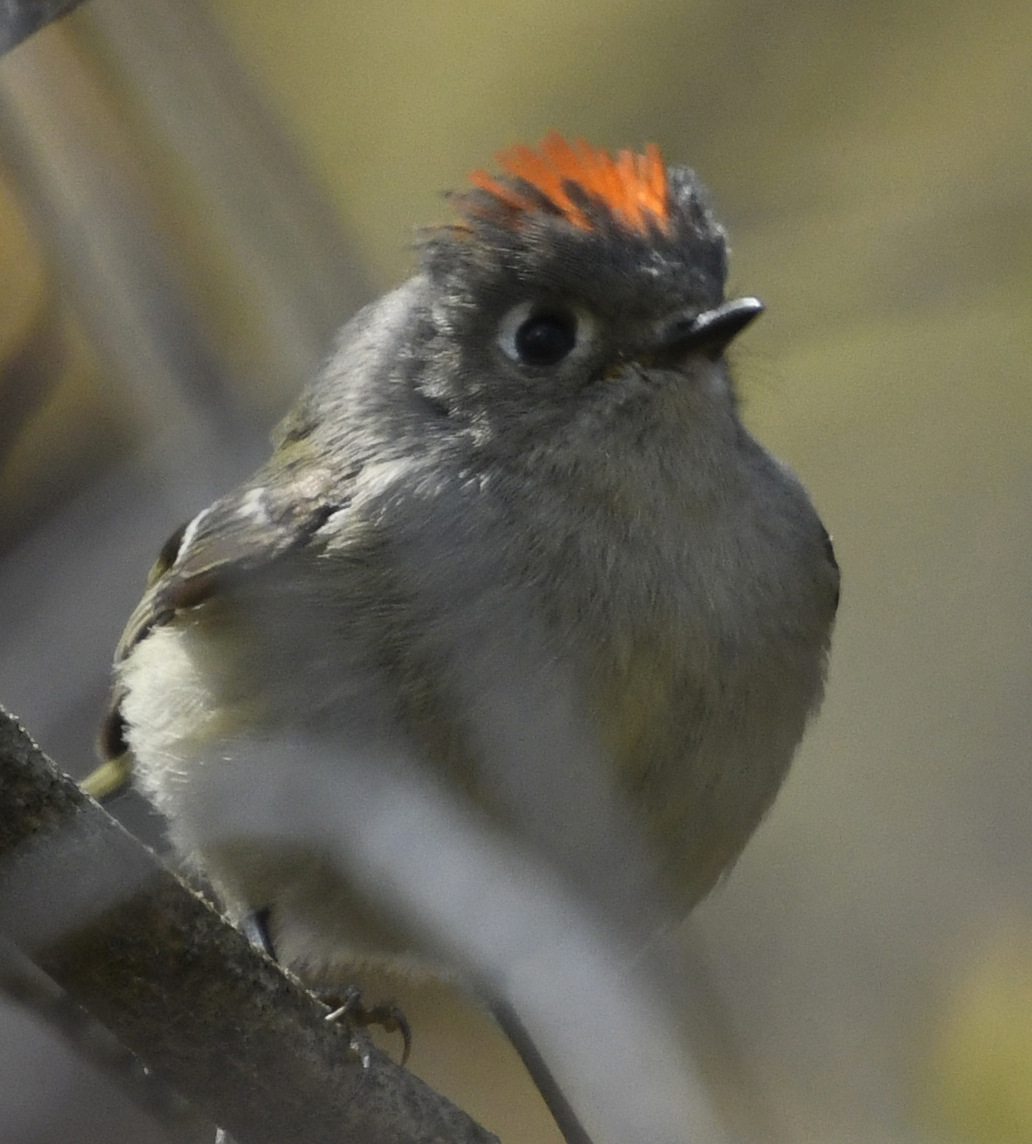
Самець золотомушки з настовбурченим чубчиком